# Kottayam-Malabar
Kottayam-Malabar é uma vila no distrito de Kannur, no estado indiano de Kerala.

## Demografia
Segundo o censo de 2001, Kottayam-Malabar tinha uma população de 17 500 habitantes. Os indivíduos do sexo masculino constituem 47% da população e os do sexo feminino 53%. Kottayam-Malabar tem uma taxa de literacia de 84%, superior à média nacional de 59,5%: a literacia no sexo masculino é de 86% e no sexo feminino é de 82%. Em Kottayam-Malabar, 11% da população está abaixo dos 6 anos de idade.